# Iglesia Bautista de Sardis
La Iglesia Bautista Sardis es una histórica iglesia bautista ubicada cerca de Union Springs, Alabama, Estados Unidos.

## Historia
Los colonos del distrito de Edgefield, Carolina del Sur, organizaron la Iglesia Bautista Sardis el 10 de junio de 1837. El primer edificio, una cabaña de troncos, se construyó en 1841 después de que John M. Dozier y su esposa, Amy Youngblood Dozier, transfirieran cuatro acres y medio a la iglesia para un edificio y un cementerio. El edificio actual, construido en 1850, es un ejemplo excepcionalmente fino de la arquitectura de la iglesia rural anterior a la guerra de estilo neogriego.
Relativamente inalterado desde la construcción, sus cuatro columnas sostienen un entablamento completo y un techo de poca pendiente. Cada una de las dos entradas principales tiene puertas de doble panel adornadas con molduras sin adornos, y cada lado del edificio tiene cuatro ventanas altas con contraventanas de 18 luces.
La iglesia finalmente se volvió inactiva en la década de 1950. El edificio fue renovado y reparado en 1940-41 y luego nuevamente en 1992-93.
En el cementerio, la lápida más antigua lleva el nombre de Moses E. Martin, fallecido el 18 de mayo de 1848. Parte del cementerio cerca de la iglesia sirvió a la comunidad afroamericana durante los primeros años. A medida que surgió la necesidad de más espacio, William Andrew Martin y su esposa, Nancy Strom Martin, que habían comprado el terreno contiguo a los Doziers en 1860, permitieron que la iglesia extendiera el cementerio hacia el sur hasta su propiedad.
En 1867, la Logia Masónica Núm. 169 de Buena Vista estaba ubicada justo al norte de la propiedad de la iglesia.
La iglesia fue agregada al Registro de Monumentos y Patrimonio de Alabama el 19 de diciembre de 1991 y al Registro Nacional de Lugares Históricos el 29 de noviembre de 2001.